# دبی دونر
دبی دَوْنِر (انگلیسی: Debbie Downer) نام شخصیتی تخیلی در پخش زنده شنبه شب با بازی ریچل درچ است که نخستین بار در سال ۲۰۰۴ در این برنامه ظاهر شد.
نام این شخصیت (دبی دونر) در زبان عامیانه به کسی گفته می‌شود که دائماً مشغول پخش کردن خبرهای بد و احساسات منفی است و افراد اطرافش را پکر می‌کند. دبی دونر به شدت نگران  ویروس نقص ایمنی گربه‌سانان است و آن را مهمترین تهدید علیه گربه‌های خانگی می‌داند.